# Руско-шведски рат (1590—1595)
Руско-шведски рат (1590—1595) је био ратни сукоб Руског царства и Краљевине Шведске крајем 16. века. Завршен је победом Русије која је Теусинским миром повратила територије изгубљене у претходном рату.

## Историја
Иницијатор рата био је Борис Годунов који је намеравао освојити делове Естоније дуж Финског залива. Ове територије припале су Шведској по завршетку Ливонског рата. Након истека мира из Пљуска (почетак 1590) велика руска војска предвођена Борисом Годуновим и његовим болешљивим зетом Фјодором, марширала је из Москве ка Новгороду. Реку Нарву прешли су 18. јануара и започели су са опсадом замка Нарве кога је бранио командант Арвид Сталарм. Руси 27. јануара 1590. године заузимају тврђаву Јамбург. Истовремено пустоше Естонију све до Талина и Финску до Хелсинкија. Шведски гувернер Клас Хенриксон Хорн био је приморан на примирје 25. фебруара. Шведска је морала предати све територије освојене у претходном рату. Краљ Јохан III је послао флоту да заузме тврђаву Ивангород, али је покушај пропао. Руска посада одбила је напад. Затишје које је наступило потрајало је до лета 1591. године када су Швеђани напали Гдов и заробили локалног гувернера, Владимира Долгорукова. Рат се води и у Источној Карелији где Швеђани пљачкају град Колу и друга руска насеља на граници Белог мора. Њима се придружио и фински сељак Пека Весаинен који је окупио малу војску. Запалио је манастир Печенга 25. децембра 1589. године убивши 50 монаха и 65 ђакона. Потом се окренуо ка Колском заливу, али је имао премали број људи да заузме тврђаву Кола, па је пришао Швеђанима. Годунов је послао у Карелију кнеза Волконског да уведе ред, а генерале Богдана Белског, Фјодора Мстиславича и кнеза Трубетског да похарају Финску. Рат се претворио у низ чарки. Примирје је закључено 20. јануара 1593. године. Потрајало је до пролећа 1594. године када Швеђани обнављају сукобе. Безуспешно нападају Новгород и околину. Започели су мировни преговори. Код села Тјавзино код Ивангорода је 18. маја 1595. године закључен Теусински мир. Русија је повратила територије изгубљене у Ливонском рату сем Нарве. Руси су се одрекли претензија над Естонијом (са Нарвом).